# Municipio Roscio
El municipio Roscio es 1 de los 11 del Estado Bolívar de Venezuela, y tiene 2 de las 47 parroquias que conforman a dicho estado venezolano. La capital del municipio es Guasipati, también conocida como La Tierra de los Zorros Guaches o La Tierra del Oro. Su población es de 27 523 habitantes (censo 2011).

## Toponimia
El municipio toma su nombre al prócer de la independencia venezolana Juan Germán Roscio.

## Historia
Guasipati, actual capital del futuro municipio Roscio del estado Bolívar, fue fundada el 27 de septiembre de 1757 por comunidades indígenas en colaboración con misioneros y colonos españoles. En sus primeros años, el asentamiento creció con rapidez hasta consolidarse como un pueblo destacado en la región guayanesa.
A medida que avanzó su desarrollo, Guasipati fue expandiendo su influencia territorial y terminó absorbiendo tres antiguas misiones que habían quedado en el olvido: Carapo, Tupuquén y Divina Pastora, las cuales pasaron a formar parte de su estructura poblacional como núcleos satélites.
Guasipati también fue capital del Territorio Federal Yuruari impuesta oficialmente en el gobierno de Antonio Guzmán Blanco el 3 de septiembre de 1881. El territorio federal del Yuruari desaparece el 5 de agosto de 1909. A partir de entonces sólo es la capital del distrito Roscio esta estaba junto a la otra y única importante población del distrito que era Miamo.
La ciudad quedó en el olvido y en ella empeoraron las cosas, asesinatos y confrontaciones del pueblo con el gobierno serían parte de los sucesos de la población de Roscio, pero para años siguientes este resurgiría de a poco de sus simientos devastados por los hechos del pasado, la ciudad aún cuenta con las 3 poblaciones satélite, pero aún depende mucho de los ingresos de El Callao, una población vecina que también es capital del municipio homónimo.
El municipio autónomo se hace oficial el 27 de septiembre de 1994, debido al aniversario 237 de Guasipati, su capital actual, con el tiempo crearon el escudo y la bandera municipal junto a otras cosas.
Su principal centro comercial para todo el municipio es su capital, Guasipati junto a sus poblaciones satélites (Caseríos), y luego le sigue en importancia El Miamo.

## Geografía
El municipio Roscio se encuentra en el noreste del estado Bolívar y este cuenta con un total de 6.182 km². La capital del municipio es Guasipati y El Miamo es la segunda población más importante del municipio Roscio.

### Parroquias
En el municipio hay 2 parroquias,y son las siguientes:
- Parroquia Salom con capital la población de Miamo y se ubica al oeste del municipio.
- Parroquia y sección capital Roscio cuya capital es también la del municipio que es la población de Guasipati, se ubica al este del municipio.

### Hidrografía
En el municipio Roscio hay 3 ríos importantes que son Guarichapo, Macorumo y Miamo, entre otros ríos importantes del municipio bolivarense de Roscio.

### Clima
En el municipio la temperatura varía entre 25º y 50 °C, dependiendo de su ubicación y de los diversos paisajes en los más de 6.000 km² que componen al municipio. Pocas lluvias del área, con un clima semidesértico

### Límites
Los límites del municipio Roscio son las siguientes:
- Al norte se delimita con el municipio Padre Pedro Chien y el estado Delta Amacuro.
- Al sur se delimita con el municipio Piar por el suroeste y por el sureste delimita con el municipio Sifontes.
- Al este se delimita con el municipio El Callao, por el noreste y por el sureste delimita con el municipio Sifontes.
- Al oeste se delimita con el municipio Piar.

### Turismo
En el municipio existen atractivos turísticos como son los balnearios en los ríos cercanos a Guasipati y el río Miamo, así como algunos monumentos naturales, la plaza Bolívar de Guasipati, sus minas antiguas, y algunos montes y selvas pequeñas son excelentes lugares para el esparcimiento. Se pueden visitar lugares famosos como el cementerio de la Yeguera, el camino de pastora, la Iglesia de Nuestra Señora del Rosario, y algunas ruinas de las misiones indígenas.

## Política y gobierno

### Alcaldes
| Período     | Alcalde electo    | Partido político / Alianza | % de votos | Notas |
| ----------- | ----------------- | -------------------------- | ---------- | --- |
| 1989 - 1992 | Luis Marcano      | COPEI                      | 51,59      | Primer alcalde bajo elecciones directas |
| 1992 - 1995 | Luis Marcano      | COPEI                      | 68,36      | Reelecto |
| 1995 - 2000 | Manuel González   | COPEI                      | -          | Segundo alcalde bajo elecciones directas (se realizaron elecciones generales adelantadas en el 2000 debido a la aprobación de la Constitución de 1999) |
| 2000 - 2004 | Manuel González   | RENACE                     | 52,49      | Reelecto |
| 2004 - 2008 | Manuel González   | EB                         | 50,62      | Reelecto |
| 2008 - 2013 | José Martínez     | PSUV                       | 48,51      | Tercer alcalde bajo elecciones directas (se postergan 1 año las elecciones municipales pautadas para finales del 2012)                                 |
| 2013 - 2017 | José Martínez     | PSUV                       | 56,19      | Reelecto |
| 2017 - 2021 | José Martínez     | PSUV                       | 39,63      | Reelecto |
| 2017 - 2021 | José Martínez     | PSUV                       | 39,63      | Reelecto |
| 2021 - 2025 | Wuihelm Torrellas | PSUV                       | 52,20      | Cuarto alcalde bajo elecciones directas |

### Consejo municipal
Período 1989 - 1992
| Concejales:          | Partido político / Alianza |
| -------------------- | -------------------------- |
| Moises Salazar       | AD                         |
| Victor García Burgos | AD                         |
| Hector Peña          | AD                         |
| Lucila de Farreras   | COPEI                      |
| Manuel González      | COPEI                      |
| Faysar Haladi        | MAS                        |
| Jesús C. Lugo        | LCR                        |

Período 1992 - 1995
| Concejales:        | Partido político / Alianza |
| ------------------ | -------------------------- |
| Manuel González    | COPEI                      |
| Lucila de Farreras | COPEI                      |
| Moises Salazar     | AD                         |
| Hector Peña        | AD                         |
| Marcos Zurita      | MAS                        |

Período 1995 - 2000
| Concejales:        | Partido político / Alianza |
| ------------------ | -------------------------- |
| Ana Graffe         | COPEI                      |
| Zaritza Gonzalez   | COPEI                      |
| Elida de Marcano   | COPEI                      |
| Francisco Williams | AD                         |
| Israel Oronoz      | AD                         |
| Anibal Mujica      | AD                         |
| Marcos Zurita      | MAS                        |

Período 2000 - 2005
| Concejales:      | Partido político / Alianza |
| ---------------- | -------------------------- |
| Zaritza Gonzalez | COPEI                      |
| Ana Padron       | COPEI                      |
| Manuel Jaramillo | RENACE                     |
| Israel Oronoz    | RENACE                     |
| Rogelio Rivas    | MVR                        |
| Rosa Franzone    | MVR                        |
| Gustavo Perdomo  | MVR                        |

Período 2005 - 2013
| Concejales:        | Partido político / Alianza |
| ------------------ | -------------------------- |
| Jose Villarroel    | COPEI                      |
| Zaritza Gonzalez   | COPEI                      |
| Israel Oronoz      | EB                         |
| Douglas Cubillan   | EB                         |
| Omar Cabeza        | AD                         |
| Francisco Williams | LCR                        |
| Sonia Muñoz        | MVR                        |

Período 2013 - 2018
| Concejales        | Partido político / Alianza |
| ----------------- | -------------------------- |
| Alfredo Reina     | PSUV                       |
| Riterso Hernández | PSUV                       |
| Osmal Aguilera    | PSUV                       |
| Jossue Villegas   | PSUV                       |
| Dorkis Zamora     | PSUV                       |
| Jorge Bolívar     | PSUV                       |
| Roben Salazar     | PJ MUD                     |

Período 2018 - 2021
| Concejales       | Partido político / Alianza |
| ---------------- | -------------------------- |
| Judith Parra     | PSUV                       |
| Maikell Vargas   | PSUV                       |
| Carlos Rodriguez | PSUV                       |
| Yohanna Correa   | PSUV                       |
| José Vidal       | PSUV                       |
| Liliana Graffe   | PSUV                       |
| Elio Vizcaino    | PSUV                       |

Período 2021 - 2025
| Concejales:      | Partido político / Alianza |
| ---------------- | -------------------------- |
| Mairee Rodríguez | PSUV                       |
| José Vidal       | PSUV                       |
| Jesus González   | PSUV                       |
| Liliana Graffe   | PSUV                       |
| Williams Urbano  | PSUV                       |
| Djeluis Lugo     | MOVEV                      |
| Victor Cáceres   | MOVEV                      |